# Bradford

Lage von Bradford (rot) innerhalb von West Yorkshire

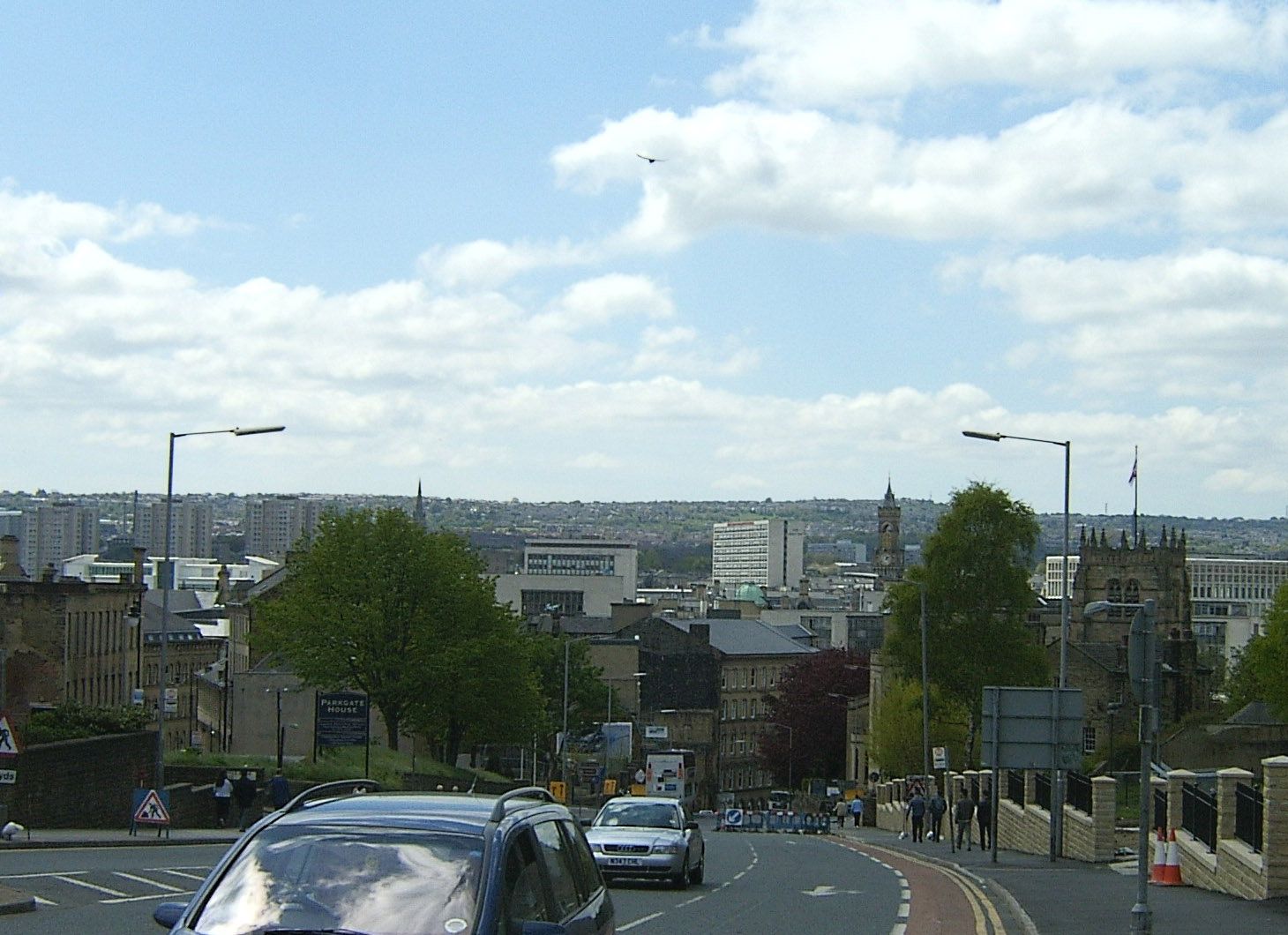
Das Zentrum von Bradford von der Leeds Road (Osten) aus gesehen

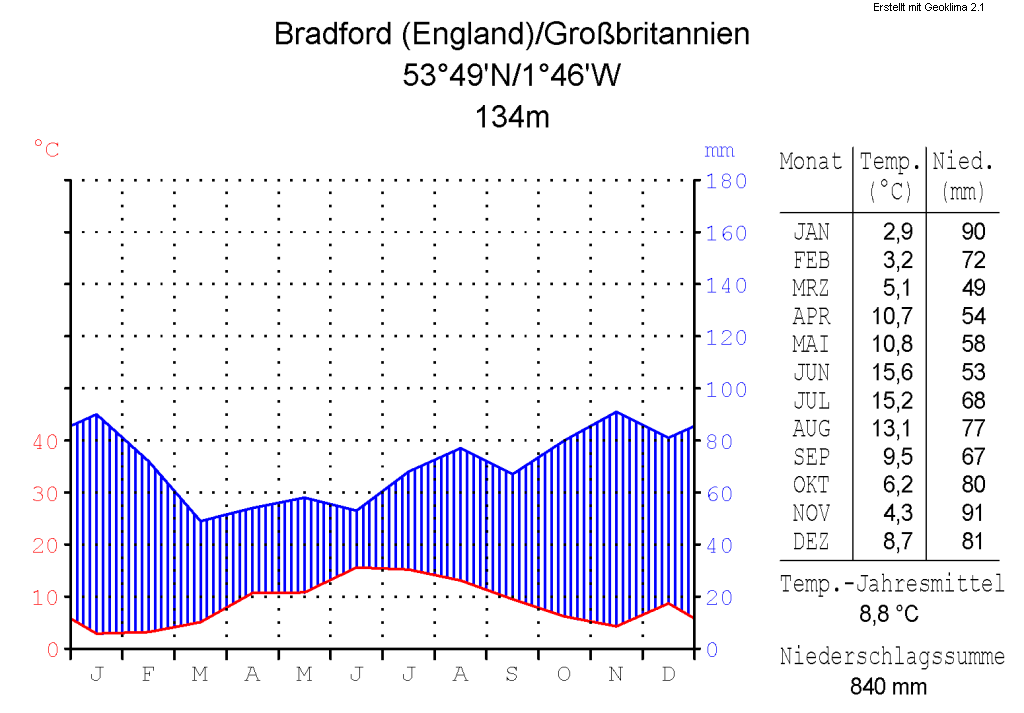
Klimadiagramm von Bradford

Bradford [ˈbrædfəd] ist eine Großstadt im Vereinigten Königreich in der englischen Grafschaft West Yorkshire und namensgebender Kernort sowie Verwaltungssitz des Metropolitan Borough City of Bradford. Laut Volkszählung besaß Bradford im Jahre 2001 insgesamt 293.717 Einwohner.
Der Metropolitan Borough, zu dem auch die Städte Keighley und Shipley sowie ländliche Ortschaften gehören, hatte 2022 rund 552.600 Einwohner.

## Geschichte
Bradford war bis etwa 1840 eine eher unbedeutende Stadt. Dann entwickelte es im Rahmen der Industrialisierung sich mit den Nachbarstädten Halifax und Huddersfield zum Zentrum der industriellen Wollverarbeitung. Aus der gekämmten und zu Garn gesponnenen Wolle wurden Kammgarngewebe erzeugt, die weltweit exportiert wurden. Auch die Textilindustrie des benachbarten Lancashire wurde mit Garnen beliefert. Im späten 19. Jahrhundert wurde nicht  nur die heimische Wolle verarbeitet, sondern auch aus Australien (Merinowolle) und Südamerika (Alpaka- und Schafwolle) importierte Ware. Wie ihre Nachbarstädte war auch Bradford eine Hochburg der Dissenter. In Bradford kandidierten 1893 nach einem Streik in der Manningham Mill erstmals in Großbritannien eigenständige Labour-Kandidaten ohne ein Wahlbündnis mit den Liberalen.
1919 wurde Bradford anglikanischer Bischofssitz. Während der Zweite Weltkrieg Bradford weitgehend unbeschadet ließ, führte der unmittelbar danach eingeleitete Stadtumbau zu einem beklagenswerten Schwund der historischen Bausubstanz - und zum Verlust des Gesichts der Stadt. 1966 wurde mehreren Colleges der Status einer Universität verliehen.
Kurz vor dem Zweiten Weltkrieg kamen die ersten Kaschmiris aus Mirpur im heute pakistanischen Asad Kaschmir nach Bradford. Der pakistanischstämmige Bevölkerungsanteil Bradfords ist heute der höchste in ganz Großbritannien. Hinzu kommen Einwanderer aus Bangladesch, Muslime aus dem indischen Bundesstaat Gujarat und Sikhs aus dem Punjab. Mit 24,7 Prozent ist Bradford nach Blackburn die britische Stadt mit dem zweithöchsten Anteil von Muslimen. Einerseits wurde Bradford dadurch zur Curry Capital und vermarktet sich selbst als multikulturelles Modell. Der aus Bangladesch stammende Mohammed Ajeeb wurde 1985 zum ersten asiatischstämmigen Bürgermeister in Großbritannien gewählt. Andererseits brachte die Zuwanderung von Muslimen aus Südasien spezifische Integrationsprobleme mit sich und oft wird eine ethnische Segregation beklagt, bei der die einzelnen Bevölkerungsgruppen unter sich bleiben. Zwischen dem 9. und 11. Juni 1995 fanden in der Stadt, ausgelöst durch ein polizeiliches Einschreiten gegen „wildes“ Fußballspielen pakistanischstämmiger Jugendlicher, heftige Unruhen vonseiten pakistanischstämmiger Einwohner statt, einschließlich massiver Gewalt gegen nichtmuslimische Personen und Sachen (Plünderungen, Brandstiftungen). Die Unruhen wurden in Großbritannien danach als das Resultat einer lang anhaltenden Politik des Wegsehens und der Vernachlässigung sozialer Fehlentwicklungen im Zusammenhang mit sich selbst überlassener muslimischer Einwanderung diskutiert. In die Schlagzeilen geraten war die Stadt zuvor schon durch die öffentliche Verbrennung der Satanischen Verse von Salman Rushdie durch den Bradford Council of Mosques im Jahr 1989.
Am 11. Mai 1985 kam es im Valley-Parade-Stadion von Bradford zu einer schweren Feuerkatastrophe mit 56 Toten und 265 Verletzten. Während eines Fußballspiels wurde damals die gesamte Haupttribüne zerstört.

## Kultur und Sehenswürdigkeiten

### Bauwerke
Die Pfarrkirche St. Peter, seit 1919 Kathedrale, stammt im Wesentlichen aus dem 15. Jahrhundert und ist gotisch geprägt. Einzelne Teile stammen jedoch aus normannischer Zeit, Teile der Inneneinrichtung aus späteren Jahrhunderten.
In Bradford befinden sich zwei der bedeutendsten Industriedenkmäler von Großbritannien. Die Textilfabrik und die Arbeitersiedlung im Vorort Saltaire wurden 2001 zum Weltkulturerbe erklärt. Sie sind Ankerpunkt der Europäischen Route der Industriekultur (ERIH). Die Manningham Mill mit ihrem über hundert Meter hohen Schornstein im Stile eines toskanischen Rathausturmes war einst die größte Textilfabrik Europas. In der Innenstadt befinden sich viktorianische Prachtbauten wie das neugotische Rathaus und die ehemalige Wollbörse im gleichen Stil. Methodistische und baptistische chapels in den Arbeitervierteln, kongregationalistische Kirchen in den bürgerlichen Stadtteilen weisen Bradford als (ehemalige) Hochburg des Nonkonformismus aus.
Deobandis und Barelwis wollen in der Stadt jeweils eine monumentale Moschee errichten, wegen Finanzierungsschwierigkeiten konnten diese Projekte bis jetzt jedoch noch nicht vollendet werden. Jedoch bestehen in der Stadt eine Moschee der Ahmadiyya-Gemeinschaft sowie repräsentative Sikh- und Hindu-Tempel.

### Museen
- In der Innenstadt befindet sich das National Science and Media Museum.
- In einer Industriellenvilla wurde 1904 die Cartwright Art Gallery eingerichtet.
- Das Industrial Museum stellt das Leben im Zeitalter der Industrialisierung nach.

### Sonstiges
Bradford gilt als gefährliche Stadt und ist Schauplatz der Krimis um Tony Hill und Carol Jordan von Val McDermid. Im deutschsprachigen Fernsehen werden die Krimiverfilmungen unter dem Titel Hautnah – Die Methode Hill ausgestrahlt. Außerdem wird in Bradford, in dem viele südasiatische Einwanderer (größtenteils muslimischen Glaubens) leben, jährlich ein traditioneller mela(basar) veranstaltet.

## Sport
Der Fußballverein Bradford City – FA-Cup-Gewinner des Jahres 1911 – spielt ab der Saison 2025/26 in der drittklassigen League One. Mit den Bradford Bulls kann die Stadt außerdem einen erfolgreichen Rugby-League-Club vorweisen.
Im Odsal-Stadion von Bradford fand in den Jahren 1985 und 1990 jeweils das Speedway-Einzel-WM Finale statt.
Der ehemalige Snookerspieler und Weltmeister von 1986, Joe Johnson, stammt aus Bradford.

## Kultur
2025 wurde Bradford zur „UK City of Culture“ vom Ministerium für Digital, Kultur, Medien und Sport erklärt.

## Städtepartnerschaften
Bradfords Partnerstädte sind
- Galway, Irland – seit 1987
- Mönchengladbach, Deutschland – seit 1971
- Hamm, Deutschland – seit 1976
- Roubaix, Frankreich – seit 1969
- Skopje, Nordmazedonien – seit 1963
- Verviers, Belgien – seit 1970

## Politik

### Stadtrat
- Greens: 10
- Labour: 49
- LibDem: 5
- Cons.: 13
- Unabh.: 13

## Persönlichkeiten

### Söhne und Töchter der Stadt
- David Clarkson (1622–1686), puritanischer Pastor
- Gathorne Gathorne-Hardy, 1. Earl of Cranbrook (1814–1906), Politiker
- Henry Seebohm (1832–1895), Stahlfabrikant, Amateur-Ornithologe, Oologe und Forschungsreisender
- Alfred Milnes (1844–1916), Politiker
- James Theodore Bent (1852–1897), Reisender und Archäologe
- John Frederick Rowbotham (1854–1925), Geistlicher, Komponist und Musikhistoriker
- Arthur Hind (1856–1933), Industrieller und Philatelist
- Frederic Cliffe (1857–1931), Komponist
- Frederick Delius (1862–1934), Komponist
- Fred Jowett (1864–1944), Politiker
- Charles Robertshaw Marshall (1869–1952), Physiologe
- Julia Varley (1871–1952), Gewerkschafterin und Suffragette
- William Rothenstein (1872–1945), Maler, Zeichner und Graphiker
- Oliver Onions (1873–1961), Schriftsteller
- Ernest Gillick (1874–1951), Bildhauer und Medailleur
- Martin Lowry (1874–1936), Chemiker
- Alfred Angas Scott (1874–1923), Ingenieur und Geschäftsmann
- Joshua Hollis (1875–1944), Fußballspieler
- Alice Trübner, geborene Auerbach (1875–1916), deutsche Malerin
- George Stephen West (1876–1919), Botaniker
- Adele Beerensson (1879–1940), britisch-deutsche Verbandspolitikerin der Sozialarbeit
- Ida C. Ward (1880–1949), Sprachwissenschaftlerin
- Albert Rutherston (1881–1953), Maler, Grafiker, Illustrator und Bühnenbildner
- Douglas Mawson (1882–1958), Antarktisforscher
- Helen Benson (1886–1964), Professorin für Hauswirtschaftslehre und frauenpolitisch engagierte Frau
- Leonard Hanson (1887–1949), Turner
- Edward Victor Appleton (1892–1965), Physiker
- John Boynton Priestley (1894–1984), Schriftsteller, Journalist und Literaturkritiker
- Walter Forde (1896–1984), Filmregisseur, Drehbuchautor, Schauspieler, Filmeditor und Filmproduzent
- Vincent Tewson (1898–1981), Gewerkschafter
- Maurice Wilson (1898–1934), Abenteurer
- Wilfrid Lawson (1900–1966), Schauspieler
- Ernst Wilhelm Bohle (1903–1960), von 1933 bis 1945 Leiter der NSDAP/AO
- Bramwell Fletcher (1904–1988), Schauspieler
- Albert Pierrepoint (1905–1992), Scharfrichter
- Tom Bullus (1907–1998), Motorradrennfahrer
- Mary Medd (1907–2005), Architektin
- Geoffrey Barraclough (1908–1984), Historiker
- Michael Rennie (1909–1971), Schauspieler
- John Sharp (1920–1992), Schauspieler
- Godfrey Lienhardt (1921–1993), Anthropologe und Religionswissenschaftler
- Lana Hutton Bowen-Judd (1922–1985), Schriftstellerin
- John Braine (1922–1986), Autor
- Peter Brierley Johnson (1925–2016), BBC-Journalist
- Aubrey Singer (1927–2007), Fernseh-Produzent
- Ken Russell (1929–2017), Radrennfahrer
- Donal Donnelly (1931–2010), Schauspieler
- Barbara Moore (1932–2021), Sängerin und Arrangeurin
- Timothy West (1934–2024), Film- und Theaterschauspieler
- Ian Clough (1937–1970), Bergsteiger
- David Hockney (* 1937), Maler, Grafiker, Bühnenbildner und Fotograf
- Robert Swindells (* 1939), Schriftsteller
- Tony Fall (1940–2007), Rallyefahrer
- Rosemary Nicols (* 1941), Schauspielerin
- Adrian Metcalfe (1942–2021), Leichtathlet
- Fred Watson (* 1944), Astronom
- Allan Holdsworth (1946–2017), Jazzgitarrist
- Billy Legg (1948–2022), Fußballspieler
- Tony Bevan (* 1951), Maler
- Kenny Hibbitt (* 1951), Fußballspieler
- Joe Johnson (* 1952), Snookerspieler
- Phil Shoenfelt (* 1952), Sänger, Songwriter, Musiker, Texter und Romanautor
- Peter Firth (* 1953), Schauspieler
- John Riley-Schofield (1954–2005), Bariton
- Clare Higgins (* 1955), Film- und Theaterschauspielerin
- Mark-Andreas Schlingensiepen (* 1956), Dirigent und Komponist
- Christian Frommert (1957–2021), deutscher Archivar und Kunsthistoriker
- Tim Booth (* 1960), Sänger, Tänzer und Schauspieler
- Andrea Dunbar (1961–1990), Dramatikerin
- Yvonne McGregor (* 1961), Radrennfahrerin
- John Walton (* 1961), Dartspieler
- Tasmin Archer (* 1963), Soul-, Pop- und Rocksängerin
- Jill Atkins (* 1963), Hockeyspielerin
- Brian Chippendale (* 1964), Fußballspieler
- Adrian Moorhouse (* 1964), Schwimmer
- Tim Sugden (* 1964), Autorennfahrer
- Jennifer Stoute (* 1965), Leichtathletin
- Lisa Brambani (* 1967), Radrennfahrerin
- Alexandra Potter (* 1970), Schriftstellerin
- Adrian Boothroyd (* 1971), Fußballspieler und -trainer
- Andrew Clayton (* 1973), Schwimmer
- Craig Butler (* 1974), Snookerspieler
- Dean Richards (1974–2011), Fußballspieler
- Sarah-Jane Potts (* 1976), Schauspielerin
- Anita Rani (* 1977), TV- und Hörfunkmoderatorin
- Janine Belton (* 1979), Schwimmerin
- Andrew Lee Potts (* 1979), Schauspieler
- Nathan Ellington (* 1981), Fußballspieler
- Harpal Singh (* 1981), Fußballspieler
- Kimberley Walsh (* 1981), Mitglied der Girlband Girls Aloud
- Karl Boyes (* 1982), Poolbillardspieler
- Steven Frayne, bekannt als Dynamo (* 1982), Zauberkünstler
- Jennifer Metcalfe (* 1983), Schauspielerin
- Gareth Gates (* 1984), Sänger
- Sophie McShera (* 1985), Schauspielerin
- Natalia Kills (* 1986), Sängerin
- Chantel McGregor (* 1986), Bluesrock-Gitarristin und Singer-Songwriterin
- Karl Hall (* 1988), englisch-seychellischer Fußballspieler
- Adil Rashid (* 1988), Cricketspieler
- Jonny Bairstow (* 1989), Cricketspieler
- Joe Cullen (* 1989), Dartspieler
- Fabian Delph (* 1989), Fußballspieler
- Dean Harrison (* 1989), Motorradrennfahrer
- Jack Hawksworth (* 1991), Automobilrennfahrer
- James Tavernier (* 1991), Fußballspieler
- Adam Walker (1991–2022), Rugbyspieler
- Zayn Malik (* 1993), ehemaliges Mitglied der Band One Direction
- Emile Cairess (* 1997), Langstreckenläufer
- Harris Akbar (* 1998), Boxer
- Nia Archives (* 1999), DJ und Techno-Produzentin
- Samuel Bottomley (* 2001), Fernseh- und Filmschauspieler
- Mason Greenwood (* 2001), Fußballspieler
- Charlie Senior (* 2001), australischer Boxer
- Zak Sutcliffe (* 2001), Schauspieler
- Daniel Francis (* 2002), englisch-sierra-leonischer Fußballspieler

### Persönlichkeiten, die vor Ort gewirkt haben
- Der deutsche Schriftsteller Georg Weerth (1822–1856) lebte von 1843 bis 1846 in Bradford.
- Jacob Moser (1839–1922), Unternehmer, Philanthrop und Zionist, lebte 1863 bis 1922 in Bradford.
- Smith Wigglesworth (1859–1947),  Evangelist, Pfingstprediger, Geistheiler und Autor; hatte großen Einfluss auf die Pfingstbewegung und deren Wachstum im 20. Jahrhundert.
- Walter Cramer (1886–1944), Textilunternehmer und Widerstandskämpfer, war Lehrling in Bradford.
- Martyn Jope (1915–1996) gründete das Institut für Archäologische Wissenschaften an der Universität Bradford.
- Justin Sullivan (* 1956), Gründer, Songwriter und Leadsänger der Band New Model Army, lebt in Bradford.
- Bob Hardy, Bassist der Gruppe Franz Ferdinand, stammt aus Bradford.
- Tom Kitwood (1937–1998), Sozialpsychologe und Gerontologe, lehrte und forschte an der Universität Bradford.

## Veranstaltungen

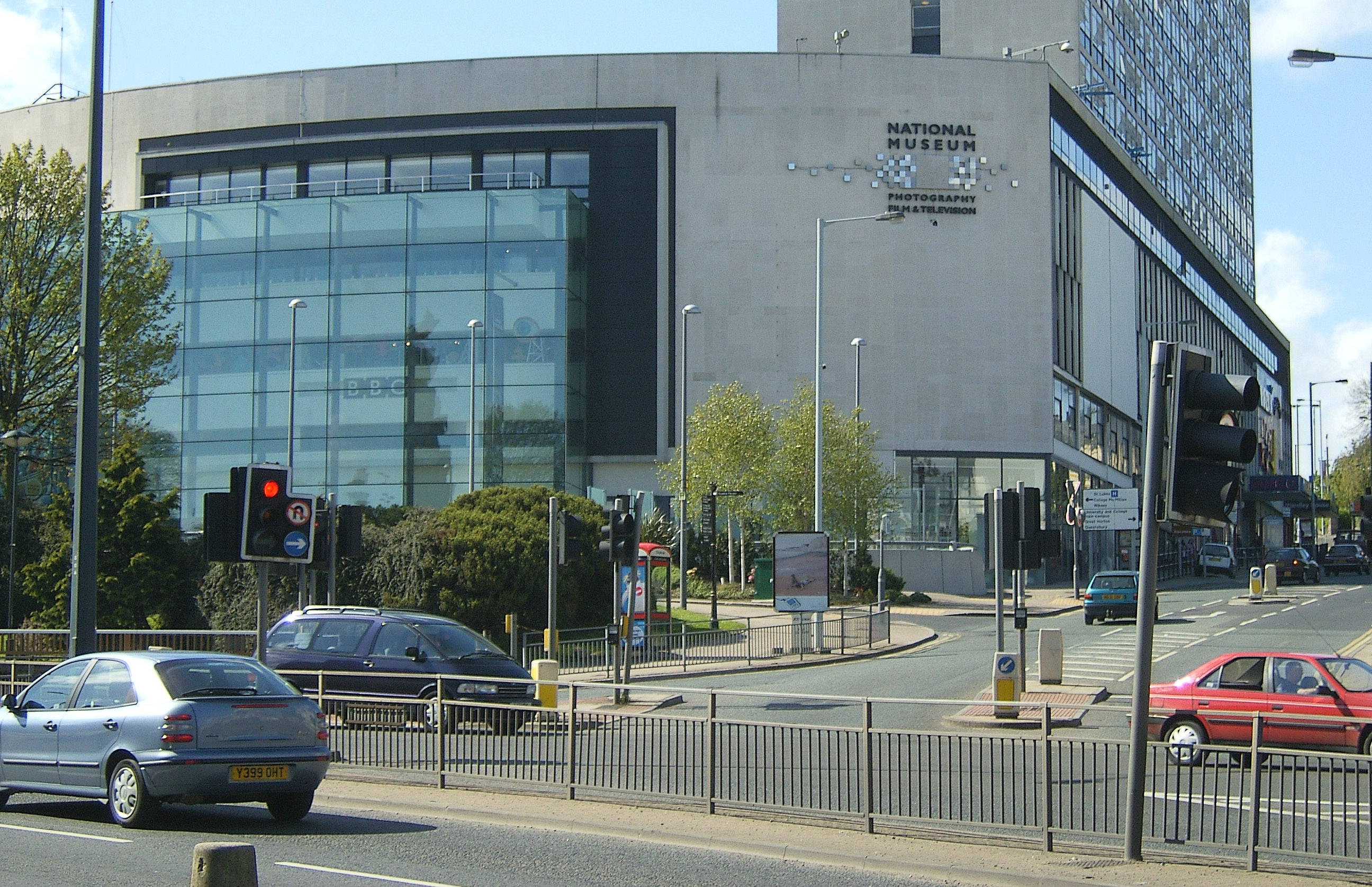
National Museum of Photography, Film and Television

In Bradford wird das Bradford International Film Festival veranstaltet, das sich besonders auf die Vorführung von Breitwandfilmen konzentriert und dabei oft restaurierte und selten gezeigte Filme zur Aufführung bringt. Das Festival ist zurzeit die einzige Gelegenheit in Europa, Filme im seltenen Aufnahmeformat Cinemiracle zu sehen, so auch den Film Windjammer aus dem Jahr 1958.